# Buhinda
Buhinda är ett vattendrag i Burundi.   Det ligger i provinsen Bururi, i den sydvästra delen av landet, 80 kilometer söder om huvudstaden Bujumbura.
Omgivningarna runt Buhinda är en mosaik av jordbruksmark och naturlig växtlighet. Runt Buhinda är det ganska tätbefolkat, med 222 invånare per kvadratkilometer.